# Skoky do vody na mistrovství světa v plaveckých sportech 1973
Závody v skocích do vody na mistrovství světa v plaveckých sportech za rok 1973 proběhly v Bělehradu, Jugoslávie ve dnech 31. srpna až 9. září 1973.

## Československá stopa
Československo reprezentovaly Milena Duchková (*1952) z pražského klubu Slavia VŠ a Milena Tomačková (*1958) z pražského klubu Slavia IPS. V disciplíně skoku z 3 m prkna obsadila Duchková 9. místo a Tomačková 20. místo. Startovalo 24 závodnic. V disciplíně skoku z 10 m věže obsadila Duchková 2. místo a získala stříbrnou medaili a Tomačková 16. místo. Startovalo 21 závodnic. Šéftrenérkou reprezentace byla Marie Čermáková.

## Výsledky
| Muži              | Zlato                   | Zlato  | Stříbro               | Stříbro | Bronz                   | Bronz  |
| ----------------- | ----------------------- | ------ | --------------------- | ------- | ----------------------- | ------ |
| Skoky z 3 m prkna | Philip Boggs (USA)      | 618,57 | Klaus Dibiasi (ITA)   | 617,73  | Keith Russell (USA)     | 579,48 |
| Skoky z 10 m věže | Klaus Dibiasi (ITA)     | 559,53 | Keith Russell (USA)   | 523,74  | Falk Hoffmann (GDR)     | 492,15 |
| Ženy              | Zlato                   | Zlato  | Stříbro               | Stříbro | Bronz                   | Bronz  |
| Skoky z 3 m prkna | Christa Köhlerová (GDR) | 442,17 | Ulrika Knapeová (SWE) | 434,19  | Marina Janickeová (GDR) | 426,33 |
| Skoky z 10 m věže | Ulrika Knapeová (SWE)   | 406,77 | Milena Duchková (TCH) | 387,18  | Irina Kalininová (URS)  | 381,42 |

## Medailová bilance
Ve skocích do vody se rozdělily celkem 4 sady medailí.
| Pořadí | Stát                   |       | Muži    | Muži  | Muži  |         | Ženy  | Ženy  | Ženy    |       | Muži + Ženy | Muži + Ženy | Muži + Ženy | Celkem |
| Pořadí | Stát                   | Zlato | Stříbro | Bronz | Zlato | Stříbro | Bronz | Zlato | Stříbro | Bronz |             |             |             | Celkem |
| ------ | ---------------------- | ----- | ------- | ----- | ----- | ------- | ----- | ----- | ------- | ----- | ----------- | ----------- | ----------- | ------ |
| 1.     | USA (USA)              |       | 1       | 1     | 1     |         | 0     | 0     | 0       |       | 1           | 1           | 1           | 3      |
| 2.     | Itálie (ITA)           |       | 1       | 1     | 0     |         | 0     | 0     | 0       |       | 1           | 1           | 0           | 2      |
| 2.     | Švédsko (SWE)          |       | 0       | 0     | 0     |         | 1     | 1     | 0       |       | 1           | 1           | 0           | 2      |
| 4.     | Východní Německo (GDR) |       | 0       | 0     | 1     |         | 1     | 0     | 1       |       | 1           | 0           | 2           | 3      |
| 5.     | Československo (TCH)   |       | 0       | 0     | 0     |         | 0     | 1     | 0       |       | 0           | 1           | 0           | 1      |
| 6.     | Sovětský svaz (URS)    |       | 0       | 0     | 0     |         | 0     | 0     | 1       |       | 0           | 0           | 1           | 1      |
| Celkem | Celkem                 |       | 2       | 2     | 2     |         | 2     | 2     | 2       |       | 4           | 4           | 4           | 12     |